# Choroweć
Choroweć – wieś na Ukrainie, w obwodzie chmielnickim, w rejonie sławuckim.
Pod rozbiorami siedziba gminy Chorowiec w powiecie zasławskim guberni wołyńskiej. 